# Konon
Konon, född cirka 444 f.Kr., död 392 f.Kr., var en atensk amiral.
Under den senare delen av det peloponnesiska kriget (från 413 f.Kr.) förde han vid flera tillfällen befälet på Atens flottor. År 407 f.Kr. efterträdde han Alkibiades som överbefälhavare, men blev året därpå slagen av spartanerna under Kallikratidas, och inneslutet vid Mytilene. Han räddades dock ur sitt trångmål genom sina medfältherrars seger vid Arginusiska öarna.
Då den attiska flottan överrumplades av Lysandros vid Aigospotamoi år 405 f.Kr. lyckades Konon rädda åtta skepp och sökte med dessa tillflykt hos Euagoras, Cyperns härskare. Där stannade han i åtta år och inledde förhandlingar med det persiska hovet. På den persiske satrapen Farnabazos rekommendation fick han år 396 f.Kr. i uppdrag av storkungen att vid Kilikiens kuster sätta ihop och träna en flotta som var avsedd att användas mot spartanerna. Han angrep och slog den spartanska flottan under Peisandros vid Knidos 394 f.Kr.
Därmed var Spartas övermakt på havet bruten och första steget taget till genomförandet av den plan som länge föresvävat Konon: återupprättandet av Atens sjöherravälde. Han seglade omkring till de grekiska städerna på Mindre Asiens kust och öarna i Egeiska havet, och jagade överallt bort de spartanska besättningarna och återupprättade den demokratiska ordningen. Därefter seglade flottan mot Peloponnesos, vars kuster härjades, och slutligen till Aten, där Konon hälsades av sina medborgares jubel och med hjälp av pengar från Persien skyndsamt iståndsatte de raserade fästningsverken.
Då spartanerna, uppskrämda av dessa framgångar, genom sitt ombud Antalkidas erbjöd perserkungen fred sände atenarna ut Konon för att bevaka sina intressen, men han tillfångatogs i Sardes av den persiske ståthållaren Tiribazos, under förevändning att han motverkat kungens intressen. Han tycks ha undkommit och åter sökt en fristad hos sin vän Euagoras på Cypern.
Konons levnadslopp är tecknat av Cornelius Nepos.